# Astana (Islam)

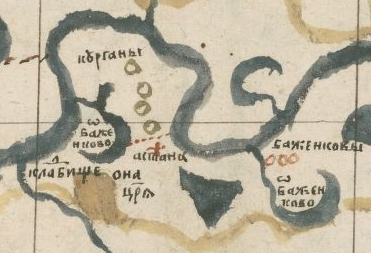
Erstmalige schriftliche Erwähnung von Astana in einer Karte aus dem Atlas Sibirisches Skizzenbuch von Semjon Uljanowitsch Remesow (1711). Nahe der rot gestrichelten Linie und dem roten Kreuz in der Mitte des Kartenausschnittes befindet sich der Schriftzug астана.

Ein Astana ist eine Verehrungsstätte für einen Würdenträger oder Heiligen, insbesondere im Sufismus (Sufis) und bei den Zwölferschiiten. Astanas sind häufig Pilgerstätten frommer Muslime und Stätten kultischer Verehrung der dort begrabenen Person. Um bedeutende Astana-Grabanlagen gruppieren sich häufig weitere kleinere Grabbauten.
Das durch die kasachische Hauptstadt bekannte Wort bedeutet auf Kasachisch und Uigurisch „Hauptstadt“, stammt aber aus dem Persischen (von dem Verb īstādan (ایستادن): „stehen/anhalten“ (achtungsvoll)), und bedeutet im wörtlichen Sinne „Schwelle“ (königlich oder sakral, an der jemand aus Achtung oder Ehrfurcht stehenbleibt), was den Sitz des Hofes (der Hauptstadt) oder den Ort, wo der Leichnam einer heiligen Person begraben ist (Schrein), mit einschließt.
Die Stadt Türkistan in Kasachstan, wo der große Sufi-Dichter und Ordensgründer Chodscha Ahmed Yesevi begraben ist (Mausoleum), wird ebenfalls „Astana“ genannt, wie auch die Stadt Maschhad im Iran, wo die Grabstätte des 8. schiitischen Imams Reza ist. Lange bevor die neue Hauptstadt Kasachstans (Astana) Hauptstadt wurde, war es „ein Astana“, d. h. eine Begräbnisstätte eines Heiligen, daher der alte Name der Stadt, Ak Mola (Ақмола, „Weißes Mausoleum“). Auch die Grabstätte von Abd al-Qadir al-Dschilani in Bagdad (Irak) oder die von Khwaja Sheikh Muinuddin Chishti in Ajmer (Indien) zählen beispielsweise dazu.